# Batman (Arcade)
Batman es un videojuego de arcade de desplazamiento horizontal tipo beat 'em up lanzado por Atari Games en 1990, fue producido por NuMega. Batman debe salvar a la Ciudad Gótica del Joker (Guasón en Hispanoamérica). 
El argumento se basa en la película de 1989 del mismo nombre. Cuenta con etapas basadas en localizaciones de la película, incluyendo las etapas con el Batmobile y el Batwing. El juego cuenta con sonidos realistas y las voces de la película. La banda sonora se basa en Danny Elfman la partitura de la película.
Batman tiene varias armas, como granadas de gas y batarangs a su disposición, como se enfrente a varios matones y el propio Guasón.